# 벌룬 (2018년 영화)
벌룬(Ballon, Balloon)은 독일에서 제작된 미카엘 헤르비그 감독의 2018년 드라마 영화이다. 프리드리히 머크 등이 주연으로 출연하였고 미카엘 헤르비그 등이 제작에 참여하였다.

## 출연

### 주연
- 프리드리히 머크
- 카롤리네 슈허
- 알리샤 본 리트버그
- 데이빗 크로스

### 조연
- 요나스 홀덴리에데르
- 토마스 크레취만

## 제작진
- 음향: 크리스티안 비쇼프
- 사운드: 로랜드 빈케
- 사운드슈퍼바이저: 하이코 뮬러
- 미술: 베른트 레펠
- 세트: 커스틴 권트
- 특수효과: 더크 랑게
- 시각효과: 얀 크럽
- 의상: 리지 크리스틸